# Opañel (metropolitana di Madrid)
Opañel è una stazione della linea 6 della metropolitana di Madrid. Si trova sotto alla Avenida de Oporto, nel distretto di Carabanchel.

## Storia
La stazione è stata aperta al pubblico il 7 maggio 1981 con il nome di Elvas, in riferimento ad una delle strade che si trovano in prossimità dell'accesso, ma su petizione dei residenti del quartiere, il 1º giugno 1984 è stata rinominata con il nome attuale, in riferimento ad un ruscello che passava per la zona.

## Accessi
Ingresso Opañel
- Portalegre, pari Calle Portalegre, 98
- Portalegre, dispari Calle Portalegre, 73 (angolo con Avenida de Oporto, 32)